# 2019年世界陸上競技選手権大会カーボベルデ選手団
2019年世界陸上競技選手権大会カーボベルデ選手団は、2019年9月27日から10月6日までカタールのドーハで開催された第17回世界陸上競技選手権大会のカーボベルデ選手団、およびその競技結果。

## 選手団
- 人員: 選手 1人

## 選手名簿・結果
| 選手             | 種目      | 予選      | 予選        | 準決勝   | 準決勝   | 決勝     | 決勝     |
| 選手             | 種目      | 結果      | 順位        | 結果     | 順位     | 結果     | 順位     |
| ---------------- | --------- | --------- | ----------- | -------- | -------- | -------- | -------- |
| カーラ・メンデス | 女子1500m | 4分23秒56 | 34位 (12着) | 予選敗退 | 予選敗退 | 予選敗退 | 予選敗退 |